# Космічний рейс
«Космічний рейс» (рос. «Космический рейс») — російський радянський художній фільм, перший радянський науково-фантастичний фільм про підкорення космосу, поставлений режисером Василем Журавльовим у 1935 році. Фільм консультував К. Е. Ціолковський, який зробив для стрічки 30 креслень ракетоплана.

## Сюжет
У Москві в астромістечку Інституту міжпланетних сполучень імені К. Е. Ціолковського групою радянських учених проводяться досліди з підготовки польоту на Місяць. Серед учених інституту виникають серйозні розбіжності. Усупереч надмірно обережним скептикам знаменитий астрофізик академік Сєдих, творець велетенського супер-космічного ракетоплана, призначає довгожданий політ на супутник Землі. З ним летять аспірантка Марина і юний винахідник Андрійко, що потайки пробрався в кабіну ракетоплана.
Ракетоплан у польоті. Наближається Місяць. Нарешті ракета здійснює посадку. Мандрівники виходять на «місячну землю». Їхні ноги взуті у свинцеві черевики, на грудях у них радіоприймачі, на спині ранці з киснем. Але мандрівники не бачать Землю. Професор Сивих визначає по карті координати і встановлює, що ракетоплан упав по той бік Місяця, який ніколи не буває звернений до Землі. Сивих, Марина і Андрійко блукають по місячним обширам, знаходять щось схоже на сніг - замерзлі залишки місячної атмосфери. Мандрівники безпечно повертаються на Землю. У Москві перших астронавтів зустрічають з тріумфом.

## У ролях
| • Сергій Комаров    | … | академік Сєдих                            |
| • Василь Ковригін   | … | професор Карін                            |
| • Микола Феоктистов | … | аспірант інституту Віктор Орлов           |
| • Василь Гапоненко  | … | Андрійко Орлов                            |
| • Ксенія Москаленко | … | Марина, асистент професора Каріна         |
| • Андрій Карасьов   | … | Жук, репортер (в титрах не зазначений)    |
| • Сергій Столяров   | … | начальник старту (в титрах не зазначений) |

## Виробництво

### Технічні особливості
Для зйомки сцен у невагомості вперше були використані спеціальні технічні засоби, розроблені оператором-постановником Олександром Гальперіним спільно з майбутнім найбільшим конструктором авіадвигунів Олександром Мікуліним. У декорації кабіни космічного корабля був побудований спеціальний операторський кран. На спеціальному майданчику крану, який міг вільно рухатися в горизонтальному і вертикальному напрямах, розміщувалися актор і кінознімальний апарат з кінооператором. За рахунок свободи руху і нахилів майданчика вдавалося зняти середні та великі плани акторів на фоні, що рухався.
Для зйомки імітації невагомості з обертанням персонажа була побудована інша установка, в якій рухливий фон обертався відносно нерухомо підвішеного актора синхронно з камерою, також встановленою на поворотній платформі. Трос з гумовим амортизатором, що використовувався для підвіски акторів, забарвлювався в колір фону для маскування. Отримані кадри виявилися настільки достовірними, що через декілька десятиліть справжні космонавти були захоплені зображенням невагомості. Космонавт Георгій Береговий сказав після перегляду фільму:
|  | На нас приголомшливе враження зробило «плавання» екіпажа в стані невагомості: усе було знято настільки точно, що можна було вважати кадри… за документальні, зняті усередині «Салюта» |

.

### Знімальна група
- Автор сценарію — Олександр Філімонов
- Режисер-постановник — Василь Журавльов
- Оператори — Олександр Гальперін, І. Шкаренков
- Композитор — Валентин Кручинін
- Художники — Олексій Уткін, Михайло Тіунов, Юрій Швець;
- Художник комбінованих зйомок — Ф. Красний
- Звукооператор — А. Западенський
- Асистент режисера — Костянтин Еггерс
- Консультанти — К. Е. Ціолковський, B. Дубовик
- Директор — Борис Шумяцький

## Факти про фільм
- Фільм «Космічний рейс» став дебютом у кіно відомого актора Сергія Столярова, що зіграв начальника старту.
- За спогадами Василя Журавльова[4], при підготовці до створення фільму ідея запросити Костянтина Ціолковського консультантом прийшла до нього після перегляду кінохроніки про Калугу «днями раніше». Не знаючи адреси Ціолковського, Журавльов просто вказав в телеграмі: «Калуга, К. Е. Ціолковському». Через декілька днів Журавльов отримав бандероллю книгу К. Е. Ціолковського «Поза землею» і лист зі згодою брати участь у проекті. За два тижні Журавльов зі своїми колегами поїхав в Калугу, на зустріч з К. Ціолковським.